# Nicolao Dino
Nicolao Dino de Castro e Costa Neto (São Luís, 25 de agosto de 1963) é um jurista brasileiro. Membro do Ministério Público Federal desde 1991, é subprocurador-geral da República e foi vice-procurador-geral Eleitoral. Nessa função, atuou ao lado de Rodrigo Janot nas ações que tramitam no Tribunal Superior Eleitoral, como os os pedidos de cassação chapa Dilma-Temer.
É professor assistente da Faculdade de Direito da Universidade de Brasília.

## Biografia
Nasceu em São Luís, Maranhão, filho de Rita Maria Santos e do ex-deputado estadual Sálvio Dino Jesus de Castro e Costa. Seu irmão mais novo é o ex-ministro da Justiça do Governo Lula e atual ministro do STF, Flávio Dino.
É graduado em direito pela Universidade Federal do Maranhão (UFMA), especialista em direito pela mesma instituição e mestre pela Universidade Federal de Pernambuco (UFPE).
Ingressou no Ministério Público Federal como procurador da República em 1991. Foi promovido a procurador regional da República em 2003 e exerceu a função de Secretário de Relações Institucionais da Procuradoria-Geral da República entre 2013 e 2014. Foi promovido a subprocurador-geral da República em 2014.
Nicolao Dino presidiu a Associação Nacional dos Procuradores da República (ANPR), de 2003 a 2007, e foi conselheiro do Conselho Nacional do Ministério Público (CNMP), entre 2007 e 2009.
Foi nomeado para a função de vice-procurador-geral eleitoral em abril de 2016 pela vice-procuradora-geral da República Ela Wiecko, no lugar de Eugênio Aragão, que à época assumiu o Ministério da Justiça.
Em junho de 2017, Dino foi o mais votado na lista tríplice da Associação Nacional dos Procuradores da República (ANPR) para suceder Rodrigo Janot como procurador-geral da República, recebendo 621 votos. O presidente Michel Temer, no entanto, nomeou o segundo nome da lista, Raquel Dodge, para o cargo, quebrando a tradição de nomear o mais votado da lista, que vinha desde de 2003.

## Processo de cassação da chapa Dilma-Temer
Em 30 de março de 2017, o Ministério Público Eleitoral (MPE) pediu ao Tribunal Superior Eleitoral (TSE) a cassação dos diplomas de Dilma Rousseff e Michel Temer, eleitos presidente e vice-presidente em 2014. Em março de 2017, como vice-procurador-geral eleitoral, Nicolao Dino pediu ao TSE que declarasse Dilma Rousseff inelegível por oito anos. O pedido foi julgado improcedente.